# Прейльський район
Прейльський район (латис. Preiļu rajons) розташований за 207 км на схід від міста Рига. Район межує з Єкабпілським, Мадонським, Резекнським, Даугавпіським районами Латвії.
Адміністративний центр району — місто Прейлі.
Площа району — 2 042 200 га.